# صددرصد
صددرصد (کره‌ای: 백퍼센트؛ انگلیسی: 100%) گروه پسرانه اهل کره جنوبی تشکیل شده توسط اندی لی از شینهوا زیر نظر تاپ مدیا بود. این گروه در سپتامبر ۲۰۱۲ با تک‌آهنگ «We, 100%» فعالیت خود را آغاز کرد. این گروه هفت عضو داشت: مین‌وو، روک‌هیون، جونگ‌هوان، چان‌یونگ، چانگ‌بوم، هیوک‌جین و سانگ‌هون. سانگ‌هون از سال ۲۰۱۴ از فعالیت‌های گروهی مرخصی گرفت و چانگ‌بوم در سال ۲۰۱۶ گروه را ترک کرد و مین‌وو در مارس ۲۰۱۸ درگذشت. پس از اتمام قرارداد اعضای گروه در ۹ اکتبر ۲۰۲۱، این گروه منحل شد.